# Société des études robespierristes
Die Société des études robespierristes (SER) ist eine 1907 gegründete französische historische Gesellschaft zur Erforschung der Französischen Revolution, von Maximilien Robespierre und des Empire. Sitz ist Paris.
Sie wurde von Albert Mathiez gegründet und steht für die politisch linksgerichtete Interpretation der Revolution. 1935 erhielten sie staatliche Anerkennung als gemeinnützige Gesellschaft. Die erste Versammlung fand 1908 statt.
Präsidenten waren nach Mathiez: Georges Lefebvre, Albert Soboul, Ernest Labrousse, Jacques Godechot, Jean-René Suratteau (1916–1998), Jean-Paul Bertaud, Claude Mazauric, Michel Vovelle, Philippe Bourdin, Michel Biard (2013).
Sie geben seit 1908 die Zeitschrift Annales historiques de la Révolution française (vor 1923: Les Annales révolutionnaires) heraus. Die Zeitschrift ist eine ganz der Revolution gewidmete wissenschaftliche Zeitung und genießt internationales Ansehen. Zuerst erschien sie viermal jährlich, 1920 bis 1932 sechsmal und seit 1932 wieder viermal. In der Zeitschrift schlugen sich auch die wissenschaftlichen Debatten der jeweiligen Zeit nieder: zuerst entsprechend den Spannungen zwischen Mathiez und seinem Lehrer Alphonse Aulard, der in Konkurrenz die Zeitschrift La Revolution française der Société de l'Histoire de la Revolution Française herausbrachte, deren Vorsitzender er 1888 bis zu seinem Tod 1928 war (deren Zeitschrift erschien 1881 bis 1939). In den 1960er Jahren gab es die Debatten zur Atlantischen Revolution (R. R. Palmer, Jacques Godechot) und dann die Gegnerschaft der Revisionisten um François Furet gegen die marxistischen Historiker um Albert Soboul und später Michel Vovelle (Institut d´histoire de la révolution francaise).
Außerdem geben sie die Schriftenreihe Études Révolutionnaires heraus, in denen auch die Werke Robespierres erschienen.